# Hernek István
Hernek István (Törökszentmiklós, 1935. április 23. – 2014. szeptember 25.) olimpiai- és világbajnoki ezüstérmes kenus.

## Pályafutása
Hernek István 1935. április 23-án született Törökszentmiklóson. Az 1954-es síkvízi kajak-kenu világbajnokságon egy ezüst- és egy bronzérmet szerzett, majd az 1956. évi nyári olimpiai játékokon a férfi kenu egyes 1000 méteres versenyszámában ezüstérmet szerzett. Az olimpia után az Egyesült Államokban telepedett le. 2014. szeptember 25-én hunyt el.